# Bythocaris leucopis
Bythocaris leucopis är en kräftdjursart som beskrevs av Georg Ossian Sars 1879. Bythocaris leucopis ingår i släktet Bythocaris och familjen Hippolytidae. Arten har ej påträffats i Sverige. Inga underarter finns listade i Catalogue of Life.